# Marc Roland
Marc Roland (Geburtsname: Adolf Diedrich Karl Beeneken; * 4. Januar 1894 in Bremen; † 25. Februar 1975 in Tegernsee) war ein deutscher Komponist, Filmregisseur, Drehbuchautor und Kapellmeister. Der ausgebildete Bühnenkomponist schrieb die Musik zu über 100 Stumm- und Tonfilmen. Er gehörte zu den anerkanntesten Filmmusikmachern der 1920er Jahre.

## Leben
Marc Roland wurde 1894 unter dem Namen Adolf Diedrich Karl Beeneken als Sohn des Kaufmanns Karl August Beeneken und dessen Frau Marie Friederike Elise, geborene Hackmann, in Bremen geboren. Sein Vater war im Getreideimport tätig. Von 1907 bis 1911 erhielt er privaten Klavier- und Theorieunterricht. Ohne Abitur absolvierte er von 1911 bis 1914 Musikstudien bei Ernst Meyerolbersleben, Simon Breu und Karl Wyrott an der Königlichen Musikschule bzw. dem Königlichen Konservatorium für Musik Würzburg in Bayern.

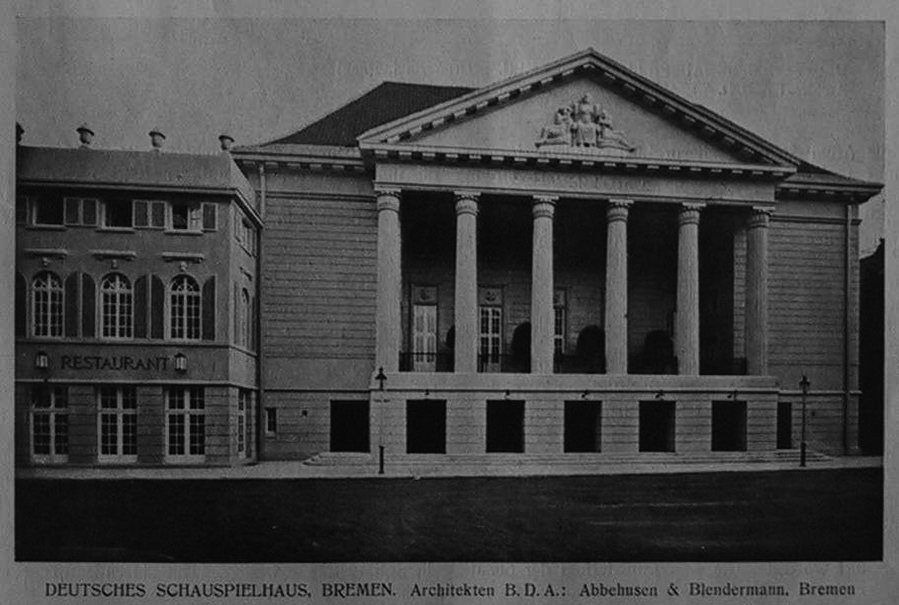
Schauspielhaus Bremen (1913)

1914 trat er seine erste Stelle als Kapellmeister und Korrepetitor am Schauspielhaus Bremen an. Nach eigenen Angaben kaufte sein Vater 1915 ein Kino in Bremen, indem Roland kaufmännisch aushalf und erste Erfahrungen mit Filmmusik sammelte. 1916/17 diente er als Soldat im Ersten Weltkrieg. Danach war er Kapellmeister an den Stadttheatern Liegnitz und Brieg-Oppeln in der preußischen Provinz Schlesien. Ab 1919 arbeitete er als Kapellmeister am Theater am Kottbusser Damm in Berlin-Grunewald. Er war Assistent des bekannten Operettenkomponisten Jean Gilbert. Ab den 1920er Jahren war er als freischaffender Komponist tätig, wobei er v. a. Filmmusik schrieb.
Zur Synchronisation von Bild und Ton in Filmen meldete er 1925 ein Patent beim Reichspatentamt an. Weiterhin diskutierte er die Problematik in mehreren Aufsätzen. 1927 war er Initiator der Filmmusik-Union, die sich zur Aufgabe machte, Kapellmeister bei der Notenakquise zu unterstützen. Weiterhin gründete die Gesellschaft der Filmmusik-Autoren 1927 eine Beratungsstelle, die von ihm (erster Vorsitzender) sowie Hans Erdmann (zweiter Vorsitzender) und Klaus Pringsheim senior (Schriftführer) geleitet wurde. Diese setzte sich für bessere Qualitätsstandards ein. In dieser Zeit arbeitete er für das Tobis-Tonbild-Syndikat. 1929 übernahm er gemeinsam mit Werner Richard Heymann die neu eingerichtete Musikabteilung zur nachträglichen Vertonung von Stummfilmen bei der Ufa. Im gleichen Jahr wurde er als Dozent für Filmmusik am Klindworth-Scharwenka-Konservatorium in Berlin-Tiergarten verpflichtet.
Seit 1926 war er Mitglied der Gesellschaft für musikalische Aufführungs- und mechanische Vervielfältigungsrechte (GEMA). Nach Gleichschaltung der GEMA 1933 wurde er in den Vorstand der Staatlich genehmigten Gesellschaft zur Verwertung musikalischer Aufführungsrechte (STAGMA) gewählt. Ab 1934 gehörte er dem Verwaltungsausschuss der Reichsmusikkammer (RMK) und dem Großen Rat des Berufsstandes der deutschen Komponisten innerhalb der RMK an. Innerhalb der Reichsmusikkammer wurde er wie auch Norbert Schultze als Vertreter der Unterhaltungsmusik durch den Präsidenten der Reichskulturkammer Joseph Goebbels unterstützt, um die Kampfmoral des Landsers an der Front aufrechtzuerhalten. Roland war ab 1938 „kaum mehr filmaktiv“. Titus Malms führte dies auf seine fehlende Parteimitgliedschaft zurück. 1944 wurde er fünfzigjährig noch zur Wehrmacht eingezogen.
Während er lange Zeit in Berlin-Grunewald am Hohenzollerndamm gewohnt hatte, lebte er nach 1945 zunächst in München, später in der Stadt Tegernsee. Als Vertreter des Berufsverbandes Deutscher Komponisten wurde er 1949 in den ersten Rundfunkrat des Bayerischen Rundfunks berufen. Jener von Joseph Haas (Präsident) und Marc Roland (erster Vorsitzender) geleitete Verband verstand sich „als Münchner Gegenpol“ zur Sektion Komponisten des Schutzverbandes Deutscher Autoren im FDGB um Max Butting in Berlin; 1950 erfolgte der Zusammenschluss zur Interessengemeinschaft Deutscher Komponisten, dem späteren Deutschen Komponisten-Verband.
Mithilfe einer Bürgschaft des Generalmusikdirektors Walter Stöver, der das Kurorchester in Bad Pyrmont leitete, wurde Roland 1970 Mitglied der dortigen Freimaurerloge „Friedrich zu den drei Quellen“.
Roland war von 1919 bis zur Scheidung 1939 mit der Bremer Kaufmannstochter Anna Katharina Charlotte Ehrenfriede „Friedel“ Schatte (geb. 1890) verheiratet. 1933 lernte er seine spätere Frau, die Schauspielerin Lieselotte Ebel kennen. 1954 nahm er den Namen Marc Roland an. Er verstarb 1975 in Tegernsee.

## Werk
Sein Œuvre umfasst Werke sowohl traditioneller Gattungen der Musik (u. a. die Spieloper Der Lange Pfeffer, die Operette Liebe und Trompetenblasen (verfilmt 1954), Singspiele, Orchesterwerke und Lieder) als auch der Kino- und Filmmusik. Bei letzteren deckte er nahezu jedes Filmgenre ab, darunter Filmkomödien, Heimatfilme und Kriegsfilme.
Roland war einer der Pioniere der Filmmusik. Erste größere Bekanntheit erlangte er durch die spätere Bearbeitung von Paul Wegeners Stummfilm Der Golem aus dem Jahr 1915. Insgesamt schrieb er mehr als 100 Filmmusiken zu Stumm- (ab 1920) und Tonfilmen (ab 1930). Allein im Zeitraum von 1930 bis 1933 veröffentlichte er acht Filmpartituren, womit er „[k]napp unter der Spitzengruppe“ lag. Nach Maria Fuchs gehörte er in den Goldenen Zwanzigern neben Giuseppe Becce, Werner Richard Heymann, Ernö Rapée, Werner Schmidt-Boelcke, Wolfgang Zeller „zu den bekanntesten Komponisten und Kinodirigenten in Berlin“. Rainer Fabich rechnete ihn zusammen mit Gottfried Huppertz und Edmund Meisel zu den „wichtigsten Filmkomponisten im engeren Sinne im Deutschland der 1920er Jahre“.
Rolands Kinothek enthielt sowohl eigene Kompositionen als auch Bearbeitungen europäischer Kunstmusik der Romantik. Für den zweiteiligen Dokumentarfilm Der Weltkrieg (1927/28) von Leo Lasko verwendete er nicht nur seine Eigenkomposition, sondern auch die Kinothek-Musik „Gewaltiges Ringen, Massensturm, große Kampfszene“. In der Filmsequenz zur Schlacht an der Somme setzte Roland atonale Musik ein. Der Weltkrieg entstand „ohne Mitspracherecht des Komponisten“, weshalb beim terminus technicus von „Autorenillustration“ statt von Komposition gesprochen werden müsse, wie Ulrich E. Siebert darlegte. Der zweite Teil der Nachkriegsdokumentation Des Volkes Not gilt Jeanpaul Goergen „als die erfolgreichste Originalmusik zu einem Stummfilm“ überhaupt – er wurde in mehr als zweihundert Kinos gezeigt. Nach Shirin Packham sprach der Film einerseits „tausende von Zuschauern“ an, andererseits wurde er „von Intellektuellen jedoch abgelehnt“, weil er den Ersten Weltkrieg gewissermaßen legitimierte.
Mehrere seiner Filme hatten König Friedrich II. von Preußen und den Siebenjährigen Krieg zum Thema: Fridericus Rex (1921/22), Der Choral von Leuthen (1932) und Fridericus (1936). Seine Musik für den Historienfilm Fridericus Rex gilt als „früheste wirklich durchkomponierte Filmmusik in Deutschland“ (Ulrich Rügner). Für diesen komponierte er u. a. den Parademarsch der langen Kerls (Armeemarsch I, 106), den Volker Schobeß „zu den berühmtesten preußischen Armeemärschen neuerer Zeit“ zählt. Da für Roland eine präzise Ausführung der Musik bedeutsam war, hinterließ er Kapellmeister und Filmvorführer gesonderte Instruktionen, z. B. in den Partituren für Fridericus Rex und Der Weltkrieg. Beide Filbegleitmusiken erschienen in der Schlesinger’schen Buch- und Musikalienhandlung in Berlin.
Zusammen mit Erwin Offeney schrieb Roland 1935 die Musik zu dem offen antisemitischen Spielfilm Nur nicht weich werden, Susanne!, der der „Festigung des Bildes vom nationalsozialistischen Menschen“ galt. Die Propagandafilme aus der Zeit des Nationalsozialismus wurden 1945 durch die Alliierte Militärregierung verboten.
Seine fünfaktige Oper Der Lange Pfeffer (nach dem gleichnamigen Roman von Zdenko von Kraft) wurde 1952 durch das Orchester des Theaters des Friedens in Halle an der Saale unter der Leitung von Horst-Tanu Margraf zur Uraufführung gebracht. Es war eine der ersten Aufführungen eines westdeutschen Komponisten in der DDR. Die Hauptrollen hatten Kammersänger Hans Wocke (Langer Pfeffer), Irmgard Loy (Tochter des Wirtes) und Karl-Friedrich Hölzke (Sohn des Amtmanns) inne. Der Musikkritiker Walther Siegmund-Schultze befand: „Reich sind die Anklänge an die heitere Oper und an die Operette des 19. Jahrhunderts von Lortzing bis zu J. Strauß; die stimmungsvollen Orchestervorspiele, die gefühlvollen Liebesgesänge erinnern an Lehär und Künnecke; an wehmütigen und emphatischen Stellen, wie besonders im Gesang des Langen Pfeffer im 2. Akt, wird mit Erfolg der üppige Ton von Richard Strauß aufgegriffen.“
Als sein bedeutsamstes Werk gilt die „stimmungsvolle“ Serenade Unter dem Sternenzelt aus der Filmkomödie Ferien vom Ich (1934 und 1952). Das Lied war ein „[g]roßer Publikumserfolg“. Der Tenor Fritz Wunderlich legte eine Einspielung mit den Berliner Symphonikern unter Gerhard Becker vor. Rolands Lieder Hofsänger-Serenade und Marie-Marie aus dem Tonfilm Gassenhauer (1930/31) wurden zuvor durch das Berliner Vokalensemble Comedian Harmonists eingespielt. Roland selbst dirigierte 1973 das Philharmonische Staatsorchester Bremen für die Aufnahme seiner Pyrmonter Ritualmusik. Das Gesamtwerk wurde dann 1990 durch das Orchester der Musikhochschule Köln unter der Leitung von Klaus Pawassar eingespielt. Mit seinen 45 Kompositionen war zum ersten Mal nach dem Zweiten Weltkrieg „eine komplette freim[aurerische] Musik zu allen Teilen des Rituals“ entstanden.
Hans Alex Thomas schrieb ihm 1962 in seiner Dissertation nachstehende Eigenschaften zu: „Musikdramaturgisches Können, stilistische Sicherheit, Einfallsreichtum und die Fähigkeit, diesen überzeugend zu verarbeiten, Formsinn und Formdisziplin, Gefühl für Architektonik und psychologisches Verständnis für das Publikum.“

## Filmografie (Auswahl)

Ferien vom Ich (1952)

### Als Komponist
- 1921/22: Sturm und Drang (Teil 1 von Fridericus Rex)
- 1921/22: Vater und Sohn (Teil 2 von Fridericus Rex)
- 1921/22: Sanssouci (Teil 3 von Fridericus Rex)
- 1921/22: Schicksalswende (Teil 4 von Fridericus Rex)
- 1922/23: Alt-Heidelberg
- 1925: Weil du es bist
- 1926: Zopf und Schwert
- 1926/27: Des Volkes Heldengang (Teil 1 von Der Weltkrieg)
- 1926/27: Des Volkes Not (Teil 2 von Der Weltkrieg)
- 1929: Und Nelson spielt …
- 1929: Verzeih mir
- 1929: Die süße Yvonne
- 1929/30: Der weiße Teufel
- 1930/31: Gassenhauer (Les quatre vagabonds)
- 1930/31: Das Lied der Nationen
- 1931: Schön ist die Manöverzeit
- 1931: Hurrah – ein Junge!
- 1931/32: Lügen auf Rügen
- 1931/32: Une nuit au Paradis
- 1931/32: Ein süßes Geheimnis
- 1932: Kampf
- 1932: Die Tänzerin von Sanssouci
- 1932: Der Choral von Leuthen
- 1933: Nördlingen, Anno 1634
- 1933: Konjunkturritter
- 1934: Ein Mädchen mit Prokura
- 1934: Schützenkönig wird der Felix
- 1934: Ferien vom Ich
- 1934: Schönheit der Arbeit
- 1934: Nur nicht weich werden, Susanne!
- 1934: Der stählerne Strahl
- 1935: Der Klosterjäger
- 1935: Arena Humsti Bumsti
- 1935/36: Das Hemd des Glücks
- 1936: Fridericus
- 1936: Der Etappenhase
- 1937: Deutscher Kraftfahrsport
- 1938: Musketier Meier III
- 1937/38: Jugend am Motor
- 1937/38: Deutsche Rennwagen in Front
- 1952: Ferien vom Ich
- 1953: Liebe und Trompetenblasen
- 1954: The Sergeant and the Spy
- 1956: Wo die alten Wälder rauschen
- 1957: Kamerad Pferd
- 1957: Maya
- 1957/58: Die Geburt des Lichts
- 1958: Madschuba, der Sohn des Zauberers
- 1959/60: Der erste Schultag
- 1960: Traum in rot und gold

### Als Regisseur
- 1937: Heer im Werden
- 1939: Die Zauberflöte
- 1960/61: Hans und Heidi

### Als Drehbuchautor
- 1934: Schützenkönig wird der Felix
- 1939: Das Gewehr über!